# Fabio Taborre
Fabio Taborre (Pescara, 5 giugno 1985 – Cappelle sul Tavo, 12 settembre 2021) è stato un ciclista su strada italiano, professionista dal 2009 al 2015.

## Biografia
Professionista dal 2009, nel 2011 vinse il Gran Premio Città di Camaiore e il Memorial Marco Pantani. Nell'estate del 2015 venne trovato positivo ad un test antidoping e sospeso dall'UCI fino al 2019.
Taborre morì dopo una lunga malattia il 12 settembre 2021 a Cappelle sul Tavo, dove viveva, a soli 36 anni.

## Palmarès
- 2006 (Dilettanti Elite/Under-23, Aran Cucine-Cantina Tollo-BLS, una vittoria)

Coppa San Sabino
- 2007 (Dilettanti Elite/Under-23, Aran Cucine-Cantina Tollo-BLS, tre vittorie)

Gran Premio Acquaviva di Castelfidardo
Gran Premio Pretola
Trofeo Maria Santissima Delle Grazie
- 2008 (Dilettanti Elite/Under-23, Aran Cucine-BLS-Cantina Tollo, sette vittorie)

Trofeo Salvatore Morucci
La Ciociarissima
Coppa Caduti - Puglia di Arezzo
Trofeo Banca Credito Cooperativo del Metauro, Italia
Gran Premio Valdaso
Trofeo Maria SS. Addolorata
Coppa Festa in Fiera San Salvatore
- 2011 (Acqua & Sapone, due vittorie)

Gran Premio Città di Camaiore
Memorial Marco Pantani
- 2012 (Acqua & Sapone, una vittoria)

5ª tappa Österreich-Rundfahrt (Johann im Pongau > Sonntagberg)

### Altri successi
- 2007 (Dilettanti Elite/Under-23, Aran Cucine-Cantina Tollo-BLS, una vittoria)

Castelfidardo (Criterium)

## Piazzamenti

### Grandi Giri
- Giro d'Italia

2011: 98º
2013: ritirato (10ª tappa)

### Classiche monumento
- Milano-Sanremo

2011: ritirato
2012: ritirato
2014: ritirato
2015: ritirato
- Giro di Lombardia

2009: 109º
2011: ritirato
2012: ritirato
2014: ritirato